# Ketab Sara Co.
Ketab Sara Co. ist ein iranisches, global agierendes Verlagshaus, das im Dezember 1981 in Teheran gegründet wurde. Es veröffentlichte mehr als 200 Werke in Englisch und Persisch in verschiedenen Fachgebieten wie Geschichte, Sozialwissenschaften, Biographien und Belletristik, Künste und Medizin, sowie Übersetzungen vom Englischen ins Persische oder umgekehrt. Peer review ist gewährleistet durch prominente iranische Intellektuelle wie Fereidoon Moshiri, Ali Naghi-Bakhtiari, Mahmood Toluee, Hossein Vahidi, und Yahya Zaka.
Neben Werbeveranstaltungen wie Autorenkonferenzen, Signierstunden und der jährlichen Teilnahme an der Tehran International Book Fair veranstaltete Ketab Sara größere Kunstausstellungen (u. a. von Parviz Kalantari, Nosrat Karimi, Zhaleh Kazemi, Farshid Mesghali und Kamran Samii).